# الصديقان (فلم)
الصديقان فيلم سوري للثنائي دريد ونهاد عام 1970.

## قصة الفيلم
يرفض أب متزمت أن تتزوج ابنته الجميلة من الطيار الشاب الذي تحبه، وتقدم لخطبتها معتقدًا أن حياة الطيار في خطر دوما، يجد الطيار السبيل أمامه مسدودًا، لكن الأمر لا يمنع من ان يقوم ببعض الحيل الماكرة من أجل إقناع والد حبيبته بأن يزوجه ابنته.

## طاقم العمل
تمثيل
- دريد لحام
- نهاد قلعي
- نجلاء فتحي
- نجوى فؤاد
- سمير غانم
- سليم كلاس
- زياد مولوي
- منى واصف
- رفيق السبيعي
- سيد مصطفى

تأليف
- حسن الصيفي: مؤلف.
- نهاد قلعي: سيناريو وحوار.
- محمد عثمان: سيناريو وحوار.

إخراج
- حسن الصيفي: مخرج.[2]